# Gumunso-dong
Gumunso-dong (koreanska: 구문소동) är en stadsdel i kommunen Taebaek i provinsen Gangwon i Sydkorea, 190 km öster om huvudstaden Seoul.